# Finwë
Finwë je izmišljen lik iz Tolkienove mitologije, serije knjig o Srednjem svetu britanskega pisatelja J. R. R. Tolkiena.
Omenjen je kot prvi kralj Noldorja, ki je vodil svojo vilinsko ljudstvo iz Srednjega sveta v Aman.
S prvo ženo, Míriel, je imel Fëanorja, z drugo ženo, Indis, pa Fingolfina, Finarfina, Findis in Irimë.